# Langues dené-caucasiennes

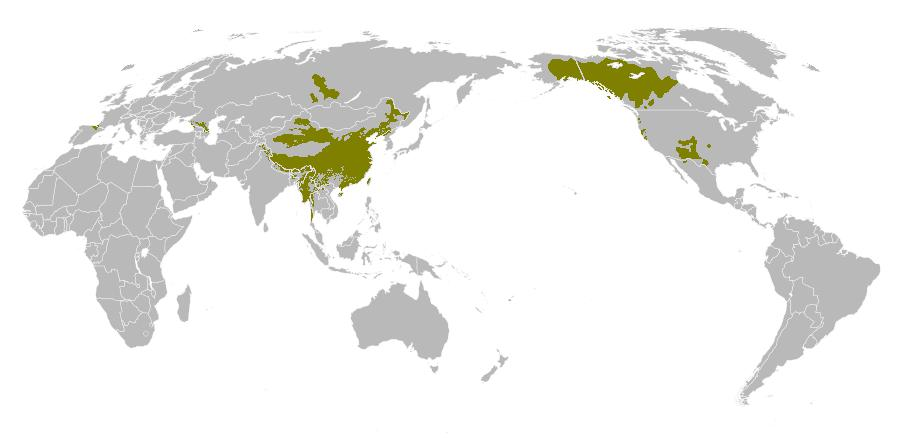
Les langues dené-caucasiennes dans le monde

Les langues dené-caucasiennes sont une hypothétique superfamille de langues, dont l'existence est rejetée par une grande majorité de linguistes.
Elle regrouperait six familles de langues ou sept :
1. Langues na-dené (une famille de langues amérindiennes)
2. Langues ienisseïennes (dont le seul représentant encore parlé est le kete)
3. Langues sino-tibétaines
4. Bourouchaski (langue isolée du nord du Pakistan, comportant deux dialectes)
5. Langues caucasiennes du Caucase du Nord, en deux familles : langues abkhazo-adygiennes et langues nakho-daghestaniennes
6. Basque
7. Ibère (isolat éteint ayant des similitudes avec le basque)

Le na-dené est situé en Amérique du Nord et les quatre autres familles en Eurasie. Le bourouchaski est au contact du tibétain, les autres familles sont au contact des hypothétiques superfamilles eurasiatique en Eurasie (ou superfamille nostratique en y ajoutant les familles kartvélienne, élamo-dravidienne et afro-asiatique) et amérinde en Amérique du Nord.
La cartographie conjointe de l'eurasiatique et de l'amérinde fait apparaître en creux un immense archipel linguistique qui s'étend sur trois continents (du golfe de Gascogne à la baie d'Hudson et au golfe du Mexique) qu'il est tentant de chercher à apparenter même si la structuration génétique de cet ensemble est très spéculative.
Des travaux récents du linguiste Edward Vajda ont permis en 2008 de rapprocher les familles na-déné et ienisseïenne selon une méthode approuvée par la majorité des linguistes. L'existence de la famille dené-ienisseïenne peut donc être considérée comme prouvée avec une certitude raisonnable.

## Les étapes de l'élaboration de cette hypothèse
1. Sergueï Starostine (années 1980) : Caucasien du Nord + Sino-tibétain + Ienisseïen = Sino-caucasien
2. Sergueï Nikolaïev (années 1980) : Caucasien du Nord + Na-Dené = Dené-caucasien restreint
3. Sergueï Nikolaïev (1991) : Na-dené + Sino-caucasien = Dené-caucasien élargi
4. John Bengtson (en) (1996) : Dené-caucasien + Buruchaski + Euskarien = Dené-caucasien actuel